# Slaget vid Socabaya
Slaget vid Socabaya eller Slaget vid Alto de la Luna var den slutliga konfrontationen mellan restaureringsarmén ledd av general Felipe Santiago Salaverry och unionsarmén ledd av Andrés de Santa Cruz, den 7 februari 1836 på Alto la Luna-kullen i distriktet Socabaya, där Salaverry blev besegrad och sedan arkebuserad på Plaza de Armas i Arequipa den 18 februari samma år, vilket befäste skapandet av Peru-bolivianska konfederationen.

## Bakgrund
År 1835, under det interna kriget i Peru, hade general Felipe Santiago Salaverry utropat sig själv till högsta chef för republiken, och ignorerade den provisoriska presidenten Luis Orbegoso den 23 februari 1835. Orbegoso, som nyligen hade besegrat general Bermúdez i södra Peru, bad då om stöd från Santa Cruz, president i Bolivia, för att störta den nyinrättade Salaverry-regeringen. Santa Cruz korsade gränsen med sin armé och slog läger i Puno, där han efter mötet med Orbegoso gavs alla befogenheter att leda och befalla den förenade peru-bolivianska armén.
Efter att ha besegrat general Gamarras restaureringsstyrkor i slaget vid Yanacocha gick Santa Cruz in i Cusco och stannade där för att omorganisera sin armé.
Inför de bolivianska truppernas intåg i Peru förklarade Salaverry ett "krig till döden" och efter intagandet av den bolivianska hamnen Cobija rörde han sig mot Arequipa, där han inte kunde räkna med stöd från majoriteten av befolkningen som sympatiserade med förbundsprojektet, och tvingades därför att utrymma staden och dra sig tillbaka till stadens utkanter, medan Santa Cruz hyllades vid sitt inträde i staden. I slaget vid Uchumayo besegrade Salaverry Santa Cruz´ avantgarde, under befäl av general José Ballivián som led många förluster när han försökte ta sig över bron över Chilifloden under fiendens eld. Tre dagar senare möttes båda arméerna i Socabaya.
Den peruanska armén uppgick till 1 893 man och Santa Cruz till 2 200, utan att räkna med de 700 i divisionen under befäl av den peruanska generalen Anselmo Quiroz som anlände till fältet när striden redan hade avslutats.
Salaverry började marschen den 5 februari 1836 och tillbringade natten i Congata. Klockan två på morgonen den 6 februari 1836 marscherade han till Tingo Grande och tidigt den 7 februari, efter att ha gett ett vidlyftigt tillkännagivande till sina soldater där han lovade dem plundringen av Arequipa om han vann, fortsatte han sin riskfyllda flankeringsrörelse. Santa Cruz fick kännedom om detta den 6 februari och gav order att arrestera honom, samtidigt flyttade han fram en division för att ockupera Paucarpatas höjder. Salaverry skyndade sig för att ta dessa höjder, men lyckades inte och förblev i Tingo-ravinen i en ofördelaktig placering, utan att kunna räkna med sitt artilleri som fortfarande var i rörelse.
Unionsarmén rörde sig med José Ballivián till vänster och Anglade till höger. Otto Philipp Braun hade befäl över reserven, hans agerande i striden skulle vara avgörande för segern. Samtidigt korsade Salaverrys trupper en åker planterad med majs som korsades av många inhägnader och murar.

## Slaget

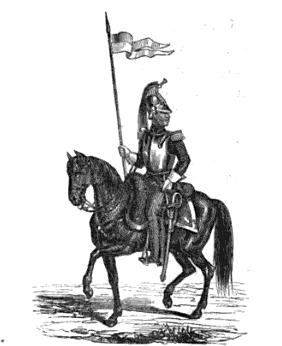
”Zambo, kavallerisoldat”, illustrerar en medlem av kyrassiärkåren av det peruanska kavalleriet.

När slaget vid Socabaya började, den 7 februari 1836 klockan 10 på morgonen, var Felipe Santiago Salaverry på den plats som på grund av sin geografi var känd som "Tres Tetas". Längre fram låg en liten slätt, som nåddes av en kulle känd under namnet Alto de la Luna. Generalen beordrade fram två kolonner av infanteri för att ockupera den och flankera fienden; men Santa Cruz hade redan nått fram och när restaurationsarmén rusade fram öppnade de eld mot dem.
Bataljonerna Guardia (Bolivia) och Zepita (Peru) hade slagit tillbaka den oordnade attacken från Salaverrys trupper som var tvungna att dra sig tillbaka med allvarliga förluster.
Samtidigt beordrade Santa Cruz general Anglades division att marschera mot Salaverrys centrum, som attackerades av Juníns husarer under befäl av överste Lagomarsino, som förlorade hälften av sitt folk i denna attack, men Anglade, förstärkt av Brauns lansiärer, fortsatte sin framryckning.
Det sista anfallet som utfördes av Salaverrys kavalleriregemente (kyrassiärer) bröt linjen för unionsarmén, lägligt förstärkt av Brauns kavalleri och tre infanterikompanier under befäl av överste Peralta. Santa Cruz trupper avvisade denna sista attack, vilket ledde till att Salaverrys styrkor skingrades och ett antal togs som krigsfångar.
Den förenade arméns seger kostade Santa Cruz 242 döda och 188 sårade, medan Salaverrys restaureringsarmé hade 600 döda och 350 skadade.
När väl hans seger var säkerställd skickade Santa Cruz en kavalleristyrka under befäl av general Guillermo Miller för att ockupera Vitors och Tambos höjder vid kusten, och på detta sätt stoppa flyktingarnas reträtt.
Den 7:e ockuperade Miller bergspasset Guerreros fem miles från Islay. Det flyende kavalleriet samlade sig i Tambodalen och började dra sig tillbaka längs kusten mot norr. Överste Solar, som gick i spetsen, somnade i sadeln och togs till fånga. Resten av hans trupp, ett nittiotal officerare och omkring tvåhundra män, anlände till Guerreros omgivna av en tät dimma, när de överraskades av en röst som ropade till dem "Stopp, gå inte framåt! Här är fienden!" 
Det var Millers röst. Överste Mendiburu kände igen rösten, men fortsatte att avancera tills han var framför generalen. Han gick med på att kapitulera så länge som deras liv skonades och officerarna tilläts lämna platsen. Endast överste Coloma och Iguaín vägrade att kapitulera och flydde. Miller skickade sina fångar till olivlundarna i Catarindo, där de tillbringade natten, och överförde dem sedan till Arequipa.

## Avtalet mellan Salaverry och Miller
När nederlaget var ett faktum begav sig Salaverry och ytterligare tre överstar till Islay på en annan väg. Till slut, efter att ha korsat öknen, kom de fram till en liten källa i Tambodalen. 
Salaverry steg av sin häst, och efter att ha druckit färdigt, sade han till en av sina följeslagare: ”Tror ni att slaget skulle ha förlorats om det inte vore för mina missbedömningar?” Den 9 februari anlände de till ett ruckel sex mil från Islay. 
När Miller fick nyheter om dessa händelser beordrade han att informera dem om avtalet han hade gjort med Mendiburu, och i enlighet med dess villkor kapitulerade Salaverry och de officerare som åtföljde honom. Amiral Postigo landsatte sina trupper för att rädda Salaverry; men Salaverry, säker på överenskommelsen med Miller, bemyndigade honom att överlämna skvadronen i Callao till Orbegoso, som redan hade ockuperat huvudstaden.

## Exekutionen av Salaverry
Felipe Santiago Salaverry skickades till Arequipa där Santa Cruz utnämnde en kommission för att döma fångarna. Baserat på dekretet om "krig till döden" (guerra a muerte) undertecknat i augusti 1835, dömdes de till dödsstraff. Fångarna protesterade mot ett sådant förfarande och hävdade att deras liv inte skulle tas i enlighet med avtalet som gjorts med Miller, och att nämnda dekret avskaffats genom det avtal som undertecknats vid fångväxlingen efter slaget vid Uchumayo.
Bolivianen Francisco Anglada, som ledde krigsrätten, avbröt förfarandet för att rådgöra med Santa Cruz, som beordrade att dödsstraffet skulle tillämpas. Överste Baltasar Caravedo var den ende medlemmen av rådet som vägrade att underteckna domen och för detta sitt beslut skildes han från tjänsten.
General Guillermo Miller omtalade för Santa Cruz, som satt och åt i utkanten av staden, att han hade garanterat sina fångars liv genom att erbjuda dem möjligheten att återvända till sina hem; men Santa Cruz svarade att Miller handlat fel genom att erbjuda sådana garantier, eftersom han inte hade den makten. Miller protesterade och gjorde allt som stod i sin makt för att rädda Salaverry.
Den 18 februari bekräftade Santa Cruz domen som dömde den högste chefen Salaverry, general Fernandin, översterna Solar, Cardenas, Rivas, Carrillo, Valdivia och befälhavarna Moya och Picoaga till dödsstraff. Överste José Quiroga frikändes från sådant straff för det humanitära beteende han visat mot bolivianska fångar och civila under erövringen av Cobija. Resten av cheferna och officerarna dömdes till långa fängelsestraff och exil.
| ”                                            | Dom. Med tanke på denna process som följts av det permanenta militärrådet mot upprorsfångarna Felipe Santiago Salaverry, Juan Pablo Fernandini, Gregorio del Solar, Miguel Rivas, Juan Cardenas... Jag godkänner dödsdomarna mot de tidigare nämnda fångarna Salaverry, Fernandini, Solar, Rivas, Cardenas... | „ |
| – Andres de Santa Cruz, 18 februari de 1836, | |   |

Fyra timmar efter att domen undertecknats fördes de dömda männen ut för att bli skjutna på torget i Arequipa. Salaverry var tvungen att se sina följeslagares död och protesterade mot dessa mord. Han var nästan 30 år gammal, var klädd i uniformen för Peruanska legionen och stödde sig mot en käpp, eftersom han var något halt efter ett fall han råkat ut för. I sitt testamente utsåg han sin hustru som universalarvinge, och att det var hans vilja att han skulle begravas i Panteón of Lima. 
| ”                                                                      | Min kära Juana. Om två timmar kommer jag att bli mördad av Santa Cruz och jag vill rikta mina sista önskningar till dig. Jag har älskat dig så mycket som man kan älska, och jag bär till evigheten en djup ånger över att inte ha gjort dig lycklig. Jag föredrog mitt lands bästa framför min familj, och i slutändan har de inte tillåtit mig att göra någotdera. Utbilda mina barn, ta hand om dem; jag litar på ditt omdöme och din talang. Tappa inte modet, för motgången är de dödligas oskiljaktiga följeslagare. Var lycklig så mycket du kan och glöm aldrig din käre make. | „ |
| – Brev från Felipe Santiago Salaverry till sin maka. 18 februari 1836, | |   |

## Konsekvenser
Dagen efter striden utfärdade regeringen Santa Cruz ett dekret genom vilket alla soldater från den peruansk-bolivianska armén som hade slagits i Socabaya skulle få en medalj med inskriptionen Di la paz al Perú (”Säg fred till Peru”) och på baksidan det också skulle stå ”I Socabaya den 7 februari 1836”. Vidare skulle alla änkor och barn till de stupade, alltsedan 30 januari få ut hela lönen för sina män och fäder. Ett annat dekret fastställde att på slagfältet skulle en kolonn uppföras sextio fot hög, på vilken en inskription skulle placeras som skulle föreviga minnet av striden, båda nationernas vapen och under dem namnen på de kårer som stred och namnen på befälhavare. Denna sista bestämmelse uppfylldes inte och efter Santa Cruz´ och konfederationens fall avskaffades alla dess dekret.
Trots de olika firandet som ägde rum för att fira vad som ansågs vara den sista militärkampanjen för att skapa fred i Peru, var många peruaner, inklusive några av sympatisörerna för konfederationen, emot de avrättningar som Santa Cruz beordrat, vilket gjorde att han förlorade en del av det stöd han hade och fick många fiender.
Flera år senare, när biografen Manuel Bilbao förberedde sin andra utgåva av Historia del General Salaverry, intervjuade han Santa Cruz, som erkände sitt misstag och visade ångerkänslor för hur han hade agerat med Salaverry.